# Plaza de los Omeyas

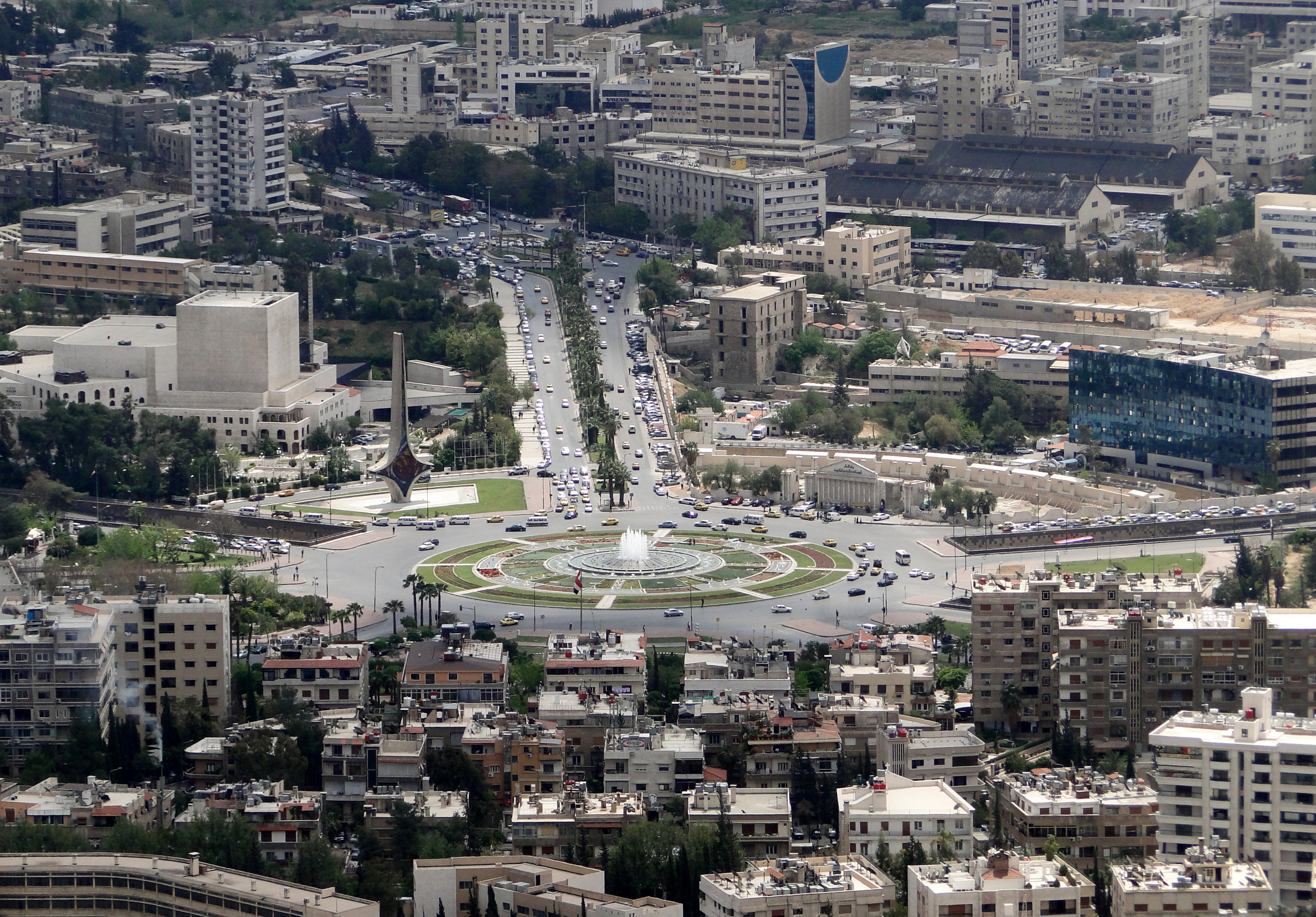
Plaza de los Omeyas

La plaza de los Omeyas o plaza Omeya (en árabe: ساحة الأمويين‎ / ALA-LC: sāḥat al-Umawiyīn) es una importante plaza de la ciudad de Damasco, en Siria. Conecta la ciudad con varias áreas y carreteras importantes. Su nombre se refiere al histórico califato omeya, con capital en Damasco. 
El 20 de junio de 2011, durante la Guerra Civil Siria, se organizó una gran manifestación a favor del Presidente Asad en la plaza, al igual que en Homs, Alepo, Sweida, Latakia, Deraa, Hasaka y Tartus.

## Edificios en la plaza
- Ópera de Damasco, que incluye el Instituto Superior de Artes Dramáticas
- Biblioteca Nacional Al-Asad, Calle Malki[2]
- Edificio de la Televisión siria
- El Hay'at al-Arkan, la sede del Estado Mayor de las Fuerzas Armadas de Siria
- Ministerio de Defensa
- Hotel Sheraton Damascus